# Bicarbonate de lithium
Le bicarbonate (ou hydrogénocarbonate) de lithium est un composé ionique de formule LiHCO3. Il est constitué du cation lithium (Li+) et de l'anion bicarbonate ou hydrogénocarbonate (HCO3−).